# 広瀬辰五郎 (3代目)
三代目 広瀬 辰五郎 （三代目ひろせ たつごろう、明治11年（1878年）‐昭和21年（1946年））は江戸千代紙、おもちゃ絵の版元伊勢辰商店の3代目当主。大正末期から昭和初期にはいせ辰の店名で新版画を出版した。

## 来歴
本名は広瀬鐘三郎。初代広瀬辰五郎の三男。雅号を菊雄といった。明治11年に東京府神田に生まれる。幼い時から錦絵収集に関心を示し、また、歌舞伎俳優の9代目市川團十郎、5代目尾上菊五郎らに心酔、観劇することを絶やさなかった。さらに清水晴風、井上和雄、淡島寒月、石井研堂らと交遊を深めた。初代当主広瀬辰五郎から代々続く千代紙作りに専念する傍ら、2代目広瀬辰五郎を受けて千代紙と同じ手法で和紙に江戸風俗を手摺りにしたナプキンをドイツ人商館を通じてヨーロッパ各国に販売していった。大正11年（1922年）の伊勢辰商店の『広重と清親』と題したチラシからは、歌川広重の『富士三十六景』をはじめ、小林清親の没後僅か7年目にして製作された清親の肉筆画「游鯉図」の複製画などを出版したほか、同時に清親の錦絵でかつて大平から出版された「鴨に枯蓮」、「狐に三日月」、「鶏にトンボ」、「石榴に葡萄」、「鉄砲打猟師」の複製版画も出版したことが知られる。大正12年（1923年）9月1日に起こった関東大震災の時には多大な数の千代紙の版下や資料、紙芸に関する収集品を焼失した。しかし、大正14年（1925年）には双作版画会と称して伊東深水、川瀬巴水による新版画を10点製作、販売した。震災後は息子たちや弟子を奮い立たせ、江戸千代紙製作を再開していった。昭和20年（1945年）3月には神田須田町の店舗を焼失、失意のうち、翌年69歳で没した。墓所は台東区谷中の谷中霊園。

## 作品
- 伊東深水  「雪の夜」、「幕間」、「涼み」、「雪もよひ」、「時雨」 木版画5点  ※大正14年‐昭和2年、双作版画会として出版
- 川瀬巴水  「代地の雪」、「歌舞伎座」、「浜町河岸」、「山王の残雪」、「芝大門」 木版画5点  ※大正14年‐昭和2年、双作版画会として出版

## 出版物
- 『宝舟集』第1編 井上和雄著  大正6年（1917年） 木版摺
- 『地本錦絵問屋譜』 石井研堂著  大正9年（1920年）
- 『錦絵改印の考証』 石井研堂著  大正9年
- 『宝舟集』第2編 井上和雄著  大正11年（1922年） 木版摺
- 『千代紙百種 鶴』 広瀬菊雄編  大正11年
- 『絵美良図譜』 広瀬菊雄編  大正11年